# Ángela Lobato Herrero
Ángela Lobato Herrero (Nerja, 22 de abril de 1992) é uma jogadora de vôlei de praia espanhola.

## Carreira
Na temporada de 2014 atuava com Paula Soria e disputaram a edição do Campeonato Mundial Universitário de Vôlei de Praia realizado em Porto  e obtiveram a medalha de bronze, mesmo obtido na edição celebrada em Pärnu em 2016.
Em 2018 ao lado de Amaranta Fernández representou seu país na conquista da medalha de bronze nos Jogos do Mediterrâneo em Tarragona.